# Кіровоградський обласний академічний театр ляльок
Кіровогра́дський обласни́й академі́чний теа́тр ляльо́к — обласний театр ляльок у місті Кропивницький.

## Загальна інформація
Обласний театр ляльок розташований у центрі міста за адресою: вул. Преображенська, буд. 3, м. Кропивницький-25006, Україна.

## Історія
Театр заснований у вересні 1939 року. За цей час (станом на кін. 2000-х рр.) створено понад 140 постановок. Серед них як невмирущі класичні твори, так і твори сучасних авторів. Вже восени 1976 року Кіровоградський обласний театр ляльок відкрився офіційно в центрі міста. 
Від грудня 1998 року театр ляльок очолює директор Григорій Миколайович Педько.
Працівники театру неодноразово нагороджувалися подяками та Грамотами управління культури облдержадміністрації та Мінкульту України. 
На початку грудня 2009 року в театрі відбулися урочистості з нагоди 70-річчя від дня його заснування. А напередодні знаменного ювілею — у листопаді того ж (2009) року за значні творчі і виробничі здобутки, вагомий внесок у підтримку творчої молоді, пропаганду українського театрального мистецтва театрові було присвоєно звання академічного, й він отримав сучасну назву — Кіровоградський обласний академічний театр ляльок. Під час святкувань окрім концертної програми, підготовленої за участю дитячих самодіяльних колективів області та студентів театральних коледжів України, присутнім було запропоновано переглянути фотовиставку та слайд-шоу про історію та сьогодення кіровоградських лялькарів, а також усі охочі мали можливість переглянутти нову виставу театру «Ніч перед Різдвом» за однойменним твором Миколи Гоголя у постановці заслуженого діяча мистецтв України Євгена Гімельфарба, присвячену ювілею.

## Репертуар, гастролі, нагороди і діяльність
У радянський час велику популярність серед юних і не тільки глядачів здобули вистави театра «Коник Горбоконик», «Троє поросят», «Кіт у чоботях», «Ще раз про Червону Шапочку», «Білосніжка і гноми», «Веселий маскарад» тощо.
У середньому за рік (дані на 2-у пол. 2000-х рр.) театр демонструє понад 600 вистав, які переглядають майже 70 000 глядачів. Приміром, у 68-му театральному сезоні (2006-й рік) у репертуарі театру було 18 вистав, серед яких:
- «Поросятко Чок» (М. Туровер, Я Мірсаков);
- «Веселі ведмежата» (М. Поліванова);
- «Гусеня» (Н. Гернет, Т. Гуревич);
- «Троє поросят і сірий вовк» (С. Михалков);
- «Мийдодір» (Ю. Чеповецький);
- «Лисичка, Котик і Півник» (О. Олесь);
- «Лисичка-сестричка і вовк панібрат» (В. Нестайко);
- «Таємниця рудого Жевжика» (В. Нестайко);
- «Солом'яний бичок і рок-група «Козачок»» (В. Нестайко);
- «Пурпурова квіточка» за мотивами твору (С. Аксакова);
- «Кицькин дім» С. Маршак;
- «Я рахую до п'яти» М. Бартенєв;
- «Хто у лісі найпрудкіший» О. Кузьмін;
- «Готель «У Мурзика»» (В. Ігнатьєв) та інші[5].

За час свого існування колектив театру побував з гастролями в багатьох областях України, а також в Росії, Латвії, Білорусі, Молдові, Дагестані. 
Неодноразово Кіровоградський обласний театр ляльок брав участь у різних оглядах-конкурсах та фестивалях:
- 1977 року колектив театру отримав Диплом Міністерства культури за участь у фестивалі болгарської драматургії з виставою «Твоя зірочка», того ж року вистава «Скажи своє ім’я солдате» була відзначена премією Міністерства культури.
- 1982 року вистава «Сонячний промінчик» на фестивалі румунської драматургії отримала Диплом лауреата і нагороджена обласною премією І. Микитенка.
- 1999 року за участь у Всеукраїнській акції «Добрик крокує планетою» з виставою «Казка про Добрика та золоті яблука» колектив театру нагороджений Дипломом Українського Фонду Добра.
- у травні 2007 року театр брав участь у двох Міжнародних фестивалях театрів ляльок: на VI Міжнародному фестивалі театрів ляльок «Золотий Телесик», який відбувся у місті Львові, за виставу «Таємниця рудого Жевжика» В. Нестайка та вагомий внесок у розвиток лялькового театрального мистецтва, театр нагороджено Дипломом та символом фестивалю статуеткою «Золотий Телесик», а на V міжнародному фестивалі «Подільська лялька – 2007» (м. Вінниця, на базі місцевого обласного театру ляльок), конкурсна вистава «Кицькин дім» С. Маршака нагороджена Дипломом фестивалю з врученням знаку лауреата та приза «Подільська лялька – 2007»[6].

Окрім вистав, колектив театру проводить творчі зустрічі, конкурси та різноманітні розіграші й ігрові програми, у яких можуть брати участь всі маленькі глядачі — так від 2000 року в театрі започатковано щорічний конкурс «Найкращий глядач сезону», гру-розвагу «Дитяче караоке», «Казкове колесо», декілька разів на рік проводяться конкурси малюнку за сюжетами вистав театру і улюблених казок тощо.

## Виноски
1. ↑  Кропивницький ляльковий театр – місце любові, добра - kropyvnytskyi.in.ua (укр.). Процитовано 22 листопада 2022.
2. ↑  Кіровоградський обласний театр ляльок // Місто і люди. Єлисаветград — Кіровоград, 1754—2004. Ілюстрована енциклопедія., Кіровоград: , «Імекс-ЛТД», 2004, стор. 62
3. ↑  Кіровоградському театру ляльок — 70 років [Архівовано 13 грудня 2009 у Wayback Machine.] // повідомл. за 10 грудня 2009 року на www.kirovograd.rks.kr.ua
4. ↑  Кіровоградський обласний академічний театр ляльок відзначає 70-річчя[недоступне посилання з липня 2019] // повідомл. за 10 грудня 2009 року на www.kirovograd.proua.com
5. ↑  Кіровоградський обласний театр ляльок [Архівовано 23 червня 2008 у Wayback Machine.] на Вебсторінка Обласної універсальної наукової бібліотеки ім. Д.І. Чижевського [Архівовано 1 березня 2010 у Wayback Machine.]
6. ↑  Про Кіровоградський обласний театр ляльок [Архівовано 14 травня 2009 у Wayback Machine.] на Вебсторінка Управління культури і туризму Кіровоградської облдержадміністрації [Архівовано 18 грудня 2010 у Wayback Machine.]